# 小林早代子
小林 早代子（こばやし さよこ、1992年〈平成4年〉 - ）は、日本の小説家。埼玉県出身。早稲田大学文化構想学部卒業。米カリフォルニア州在住。

## 経歴
早稲田大学の附属高校に在学中、綿矢りさと金原ひとみに影響を受け卒業論文のテーマに取り上げる。早稲田大学文化構想学部に進学後、堀江敏幸のゼミに参加し本格的に小説の執筆を始める。
2015年、「くたばれ地下アイドル」で第14回女による女のためのR-18文学賞読者賞を受賞してデビュー。2018年、同作を収めた短編集『くたばれ地下アイドル』が刊行される。
2023年に夫の転勤に伴い日本を離れ、現在はアメリカのカリフォルニア州で暮らしながら活動を続ける。

## 作品リスト

### 単行本
- 『くたばれ地下アイドル』新潮社、2018年4月。ISBN 978-4-10-351761-0。
  - 『アイドルだった君へ』（改題版）新潮社〈新潮文庫〉、2025年3月。ISBN 978-4-10-105781-1。
- 『たぶん私たち一生最強』新潮社、2024年7月。ISBN 978-4-10-351762-7。

### 単行本未収録
- 「よう言わんわ」 - 『小説新潮』2025年5月号から連載
- 「(15)→(30)」 - 『小説トリッパー』2025年夏季号